# 나모 (가수)
썰티는 대한민국의 가수이다. 이전 예명은 나모였다.

## 방송
- 싱어프로젝트 1 (2019) - 8월 우승

## 음반
- Rest (2018)
- 장소 (2018)
- Where is Happiness? (2019)
- 싱어프로젝트 시즌1 (2019)
- 괜한 핑계 (2019)